# Lublinia gediensis
Lublinia gediensis är en insektsart som först beskrevs av Rauno E. Linnavuori 1962.  Lublinia gediensis ingår i släktet Lublinia och familjen dvärgstritar.
Artens utbredningsområde är Israel. Inga underarter finns listade i Catalogue of Life.